# Elexis Gillette
Elexis LaVelle Gillette (* 19. Oktober 1984 in Kinston, North Carolina) ist ein US-amerikanischer Leichtathlet, der im Weitsprung, Dreisprung sowie über die Sprintdistanzen antritt. Er hat an eine Sehstörung und startet deshalb im Behindertensport in den Klassifikationsgruppen T 11 und F 11, wobei das T und das F für die englischen Bezeichnungen track (de.: Laufbahn) und field (de.: Feld) stehen. Er ist aktueller Weltrekordhalter im Weitsprung und hat auch den amerikanischen Rekord im Dreisprung inne.

## Leben

### Privates
Er ist der Sohn von Ervin Marshall und Verdina Gillette-Sims und hat mit Uvonne eine jüngere Schwester. Im Alter von drei Jahren wurde bei ihm im linken Auge ein Katarakt diagnostiziert. Im Nachgang einer der notwendigen Behandlungen kam es zur Netzhautablösung, sodass er auf diesem Auge erblindete. Als Gillette acht Jahre alt war, nahm 1992 auch die Sehkraft seines rechten Auges rasch ab. Daraufhin musste er sich mehreren Operationen unterziehen, die jedoch nur kurzzeitige Verbesserungen brachten. Wenig später verlor er sein Augenlicht komplett. Seine Mutter ist wegen eines Glaukoms ebenfalls seit ihrem 18. Lebensjahr erblindet.
Gillette wuchs in Raleigh im Bundesstaat North Carolina auf und schloss 2003 an der dortigen Athens Drive High School seine schulische Ausbildung ab. Anschließend studierte er bis 2007 an der East Carolina University Sportmanagement, Betriebswirtschaftslehre und Lateinamerikanistik und erwarb 2012 seinen Master of Business Administration an der University of Phoenix. Momentan lebt er in Chula Vista (Kalifornien) und arbeitet als Keynote- und Motivationsredner sowie als Musiker.

### Sportkarriere
Seine Mutter motivierte ihn, sich trotz der Behinderung seine Unabhängigkeit zu bewahren. Bei einem Fitnesstest an der Highschool wurde Brian Whitmer, ein Spezialist für Freizeitgestaltung für Blinde, auf ihn aufmerksam. Er empfahl ihm das Weitsprung-Training und ermöglichte ihm die Teilnahme an einem Sportförderprogramm für sehbehinderte Schüler in Michigan. Schließlich wurde Gillette Co-Kapitän des Leichtathletikteams seiner Schule.
2002 machte er erstmals auf sich aufmerksam, als er bei den von der United States Association of Blind Athletes (USABA) organisierten nationalen Meisterschaften den Titel im Weitsprung gewann. Auch bei folgenden US-Meisterschaften war er erfolgreich, so etwa 2008 im Weit- und im Dreisprung und 2010 sogar mit vier Goldmedaillen im Weit- und Dreisprung sowie im Sprint über 100 und über 200 Meter.
Lange Zeit galt Gillette unter Kollegen als „Mr. Silver“, da er international trotz zahlreicher vorderer Platzierungen nie einen großen Titel feiern konnte. So erreichte er beispielsweise bei den IBSA-Weltmeisterschaften 2003 der International Blind Sports Federation im kanadischen Québec im Weitsprung den fünften Platz und 2010 beim Paralympic World Cup in Manchester den dritten Rang im 100-Meter-Lauf. Noch signifikanter zeigt sich dies bei seinen Teilnahmen an Paralympischen Spielen, wo er sich 2004, 2008 und 2012 dreimal hintereinander mit der Silbermedaille im Weitsprung zufriedengeben musste. Bei den Weltmeisterschaften 2013 in Lyon gelang es ihm schließlich, diese Serie zu durchbrechen und er sicherte sich den Sieg im Weitsprung. In Doha, der Hauptstadt Katars, konnte er den Titel im Oktober 2015 verteidigen.
Sein Pech bei Paralympischen Sommerspielen setzte sich im September 2016 in Rio de Janeiro fort, als er sich zum vierten Mal hintereinander mit der Silbermedaille im Weitsprung begnügen musste.

## Auszeichnungen
- 2002: USABA Male Athlete of the Year
- 2003: Raleigh News and Observer Male Athlete of the Year
- 2004: Eagle Scout News and Observer Athlete of the Year
- 2008: Kay Yow Courage Award
- 2009: Life Encouragement Award (verliehen durch die African-American Association of Georgia)
- 2009: Courage and Character Award (verliehen durch das Greater Raleigh Sports Council)
- 2011: Athlet des Monats Mai (verliehen durch das United States Olympic Committee)
- 2013: Ausrufung des 25. September 2013 zum Lex Gillette Day in Hagerstown und Washington County (Maryland)
- 2013: Ehrenbürger von Hagerstown (Maryland)
- 2014: Roger McCarville Male Athlete of the Year (verliehen durch das Athletes with Disabilities Network)
- 2015: Athletes in Excellence Award (verliehen durch die Foundation for Global Sports Development)

## Bestleistungen
| Disziplin        | Ort            | Weite   | Datum           | Anmerkung               |
| ---------------- | -------------- | ------- | --------------- | ----------------------- |
| Weitsprung – F11 | Mesa (Arizona) | 6,73 m  | 7. Mai 2011     | (Stand: September 2016) |
| Dreisprung – F11 | Christchurch   | 12,55 m | 28. Januar 2011 | (Stand: September 2016) |